# Ли Яцзе
Ли Яцзе (кит. трад. 李亚杰, пиньинь Li Yajie; род. 16 июля 2002) — китайская прыгунья в воду. Чемпионка мира 2022 года, чемпионка Азиатских ргр 2022 года, двукратная серебряная призёрка чемпионатов мира.

## Спортивная карьера
На чемпионате мира по водным видам спорта 2022 года в Будапеште Ли завоевала золотую медаль по прыжкам с метрового трамплина.
В 2023 году на Азиатских играх 2022 года в Ханчжоу Яцзе завоевала золотую медаль в индивидуальных прыжках с метрового трамплина.
В Фукуоке на чемпионате мира 2023 года в прыжках с метрового трамплина стала серебряным призёром, уступив своей соотечественнице Линь Шань.
В 2025 году на чемпионате мира в Сингапуре завоевала серебряную медаль в прыжках с метрового трамплина и бронзовую медаль в смешанных прыжках с трёхметрового трамплина. 